# Willem II van Hessen-Kassel
Willem II (Hanau, 28 juli 1777 - Frankfurt, 20 november 1847) was van 1821 tot 1847 keurvorst van Hessen-Kassel. Hij was de zoon van keurvorst Willem I en Wilhelmina Carolina van Denemarken, dochter van Frederik V.

## Leven
Hij studeerde te Marburg en Leipzig en huwde op 13 februari 1797 met Augusta van Pruisen, dochter van Frederik Willem II. Toen Hessen-Kassel na de Slag bij Jena in 1806 door Frankrijk werd veroverd, volgde hij zijn vader naar Holstein en Praag en ging vervolgens in 1809 naar Berlijn. Hij streed in 1813 in het Pruisische leger in de Volkerenslag bij Leipzig en werd in 1814 opperbevelhebber van het Kasselse leger.
Hij volgde in 1821 zijn in dat jaar overleden vader op. Evenals Willem I regeerde hij op reactionaire wijze en weigerde hij een nieuwe grondwet toe te staan. Hierdoor, en door het feit dat zijn populaire echtgenote zich met een groot deel van de adel van het hof terugtrok toen hij zijn maîtresse Emilie Ortlöpp tot gravin van Reichenbach verhief, kwam het na de Franse Julirevolutie (1830) tot een opstand. Hij zag zich gedwongen de stenden bijeen te roepen en aanvaardde op 5 januari 1831 een liberale constitutie. Na de terugkeer van zijn maîtresse - inmiddels ook gravin van Lessonitz - ontstond opnieuw onrust. Willem trok zich hierop terug naar Hanau en benoemde op 30 september 1831 zijn zoon, de keurprins Frederik Willem, tot regent.
Hij bemoeide zich verder niet meer met de regering en leefde afwisselend in Hanau, Philippsruhe, Baden en Frankfurt am Main. Na de dood van zijn echtgenote sloot hij een morganatisch huwelijk met gravin Lessonitz, na haar dood in 1843 met Caroline von Berlepsch, barones van Bergen. Hij stierf op 20 november 1847 en werd opgevolgd door Frederik Willem.

## Kinderen
Uit Willems huwelijk met Augusta van Pruisen werden zes kinderen geboren:
- Willem Frederik Karel Lodewijk (1798-1802)
- Caroline Frederika Wilhelmina (1799-1854)
- Louise Frederika (1801-1803)
- Frederik Willem I (1802-1875), keurvorst van Hessen
- Marie Frederike Wilhelmina (1804-1888), gehuwd met Bernhard II van Saksen-Meiningen
- Ferdinand (1806-1806)

Uit zijn huwelijk met Emilie Ortlöpp werden vijf dochters en drie zoons geboren, die de titel graaf/gravin von Reichenbach-Lessonitz droegen.

## Voorouders
| Kwartierstaat van Willem II van Hessen-Kassel | Kwartierstaat van Willem II van Hessen-Kassel                                                | Kwartierstaat van Willem II van Hessen-Kassel                                                | Kwartierstaat van Willem II van Hessen-Kassel                                                         | Kwartierstaat van Willem II van Hessen-Kassel                                                         | Kwartierstaat van Willem II van Hessen-Kassel                                                    | Kwartierstaat van Willem II van Hessen-Kassel                                                    | Kwartierstaat van Willem II van Hessen-Kassel                                                         | Kwartierstaat van Willem II van Hessen-Kassel                                                         |
| --------------------------------------------- | -------------------------------------------------------------------------------------------- | -------------------------------------------------------------------------------------------- | --- | --- | ------------------------------------------------------------------------------------------------ | ------------------------------------------------------------------------------------------------ | --- | --- |
| Overgrootouders                               | Willem VIII van Hessen-Kassel (1682-1760) x Dorothea Wilhelmina van Saksen-Zeitz (1691-1743) | Willem VIII van Hessen-Kassel (1682-1760) x Dorothea Wilhelmina van Saksen-Zeitz (1691-1743) | Koning George II van Groot-Brittannië (1683-1760) ∞ 1705 Caroline van Brandenburg-Ansbach (1683-1737) | Koning George II van Groot-Brittannië (1683-1760) ∞ 1705 Caroline van Brandenburg-Ansbach (1683-1737) | Christiaan VI van Denemarken (1699-1746) x Sophia Magdalena van Brandenburg-Bayreuth (1700-1770) | Christiaan VI van Denemarken (1699-1746) x Sophia Magdalena van Brandenburg-Bayreuth (1700-1770) | Koning George II van Groot-Brittannië (1683-1760) ∞ 1705 Caroline van Brandenburg-Ansbach (1683-1737) | Koning George II van Groot-Brittannië (1683-1760) ∞ 1705 Caroline van Brandenburg-Ansbach (1683-1737) |
| Grootouders                                   | Frederik II van Hessen-Kassel (1720-1785) ∞ 1705 Maria van Hannover (1723-1772)              | Frederik II van Hessen-Kassel (1720-1785) ∞ 1705 Maria van Hannover (1723-1772)              | Frederik II van Hessen-Kassel (1720-1785) ∞ 1705 Maria van Hannover (1723-1772)                       | Frederik II van Hessen-Kassel (1720-1785) ∞ 1705 Maria van Hannover (1723-1772)                       | Frederik V van Denemarken (1723-1766) x Louise van Hannover (1724-1751)                          | Frederik V van Denemarken (1723-1766) x Louise van Hannover (1724-1751)                          | Frederik V van Denemarken (1723-1766) x Louise van Hannover (1724-1751)                               | Frederik V van Denemarken (1723-1766) x Louise van Hannover (1724-1751)                               |
| Ouders                                        | Willem I van Hessen-Kassel (1743-1821) ∞ Wilhelmina Caroline van Denemarken (1747-1820)      | Willem I van Hessen-Kassel (1743-1821) ∞ Wilhelmina Caroline van Denemarken (1747-1820)      | Willem I van Hessen-Kassel (1743-1821) ∞ Wilhelmina Caroline van Denemarken (1747-1820)               | Willem I van Hessen-Kassel (1743-1821) ∞ Wilhelmina Caroline van Denemarken (1747-1820)               | Willem I van Hessen-Kassel (1743-1821) ∞ Wilhelmina Caroline van Denemarken (1747-1820)          | Willem I van Hessen-Kassel (1743-1821) ∞ Wilhelmina Caroline van Denemarken (1747-1820)          | Willem I van Hessen-Kassel (1743-1821) ∞ Wilhelmina Caroline van Denemarken (1747-1820)               | Willem I van Hessen-Kassel (1743-1821) ∞ Wilhelmina Caroline van Denemarken (1747-1820)               |
| Willem II van Hessen-Kassel (1777-1847)       |                                                                                              |                                                                                              | | |                                                                                                  |                                                                                                  | | |